# Velamysta cruxifera
Velamysta cruxifera är en fjärilsart som beskrevs av William Chapman Hewitson 1877. Velamysta cruxifera ingår i släktet Velamysta och familjen praktfjärilar. Inga underarter finns listade i Catalogue of Life.